# Die Bibel in deutscher Fassung
Die Bibel in deutscher Fassung (Abkürzung BdF) ist eine urtextnahe deutschsprachige Bibelübersetzung, die erstmals 1999 (Briefe des Neuen Testamentes), bzw. 2022 als Gesamtausgabe (Altes und Neues Testament), veröffentlicht wurde. Das Anliegen der Übersetzer war, eine genaue Bibelübersetzung mit einem zuverlässigen Text anzubieten, die den Schwerpunkt auf Sprachgenauigkeit bei gleichzeitiger Lesbarkeit legt und so ein gründliches Bibelstudium auch ohne schwerverständlichen Text ermöglicht.
Die erste Ausgabe 1999 beruhte auf Notizen, die Herbert Jantzen (1922–2022) in 60 Jahren Forschungsarbeit angefertigt hatte und die in anschließender jahrzehntelanger Zusammenarbeit mit seinem freien Mitarbeiter Thomas Jettel ständig revidiert und verbessert wurden.
Das Besondere an dieser Übersetzung sind die etwa 15.000 Fußnoten mit Übersetzungsalternativen, sowie ein System von 100.000 Verweis- und Parallelstellen, um ein individuelles Bibelstudium zu erleichtern.

## Geschichte
Herbert Jantzen war Professor für Theologie und Erziehungswissenschaften. Er wirkte als Bibelschullehrer an verschiedenen christlichen Gemeinden und Ausbildungsstätten in Kanada, den Niederlanden, der Schweiz und in Deutschland. Er war überzeugt, dass die Bibel in einer einfachen, aber gelehrigen Weise sich selbst erklärt. Er sah die Notwendigkeit einer genauen Bibelübersetzung mit einem zuverlässigen Text und einem gut durchdachten Fußnotenapparat, der zum praktischen Gebrauch für jeden geeignet sein sollte. 1962 begann er mit seiner exakten Übersetzung, die er bis zum Ende seines Lebens fortsetzen sollte. Seit 1997 wurde er bei der Übersetzungsarbeit von Thomas Jettel unterstützt, der sich vor allem für das Alte Testament verantwortlich zeigte.
Thomas Jettel (geboren 1959, Österreich), studierte an der Theologischen Hochschule Basel. Bei einem Gottesdienst in der Schweiz, wo Jantzen predigte, kam es zu einer Begegnung und im Folgenden entstand eine langjährige Zusammenarbeit an der gemeinsamen Übersetzung.

## Ausgaben

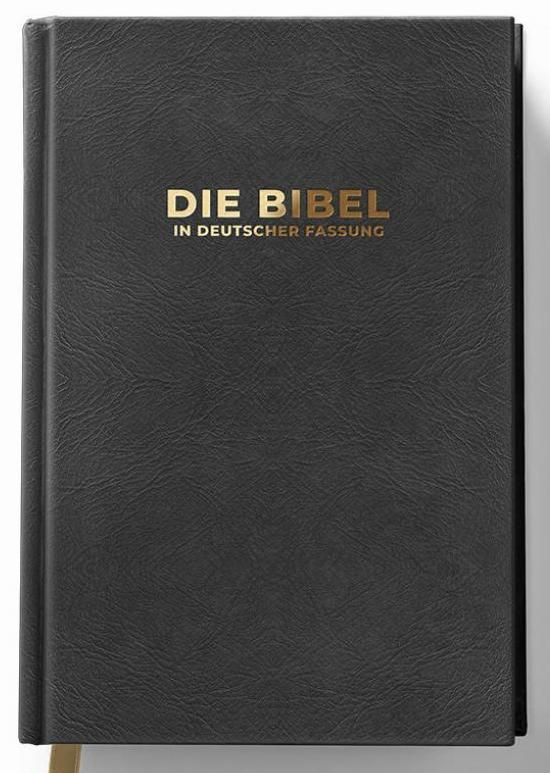
Die Bibel in deutscher Fassung Ausgabe 2022

- 1999 Die Briefe des Neuen Testamentes
- 2007 Das Neue Testament in deutscher Fassung
- 2009 Das Neue Testament in deutscher Fassung, mit den Psalmen
- 2019 Das Neue Testament in deutscher Fassung, mit den Psalmen und Sprüchen
- 2022 Die Bibel in deutscher Fassung[1] (1. Auflage, November, AT und NT)
- 2023 Die Bibel in deutscher Fassung[2] (2. Auflage der Gesamtausgabe in Flexcover und Goldschnitt)

Die Bibel in deutscher Fassung wird herausgegeben und veröffentlicht vom Missionswerk Friedensbote e. V., in Meinerzhagen/Nordrhein-Westfalen. Die Herausgeber erlauben den kostenlosen Download der BidF und die Verwendung in Bibelprogrammen. So ist sie auch für die Android-App MyBible als Modul erhältlich und kann dort mit anderen Bibelübersetzungen verglichen werden. Die Bibel in deutscher Fassung steht jedoch nicht unter einer freien Lizenz.

## Merkmale
Die ersten Ausgaben des Neuen Testaments basierten noch auf dem Textus Receptus in der Ausgabe des französischen Verlegers Robert Estienne von 1550. Mit der Erstveröffentlichung (2022) der Gesamtausgabe entschieden sich die Übersetzer, entgegen den vorhergehenden Veröffentlichungen die Textgrundlage des Byzantinischen Mehrheitstextes nach Robinson-Pierpont für das Neue Testament zu verwenden. 
Die Bibel in deutscher Fassung verwendet für den Eigennamen Gottes im Alten Testament, das sogenannte Tetragramm, den Namen „Jahweh“. Die Übersetzungskommentare und Worterklärungen von Jantzen und Jettel wurden in einem eigenen Ergänzungsband veröffentlicht.